# Essad Bajá

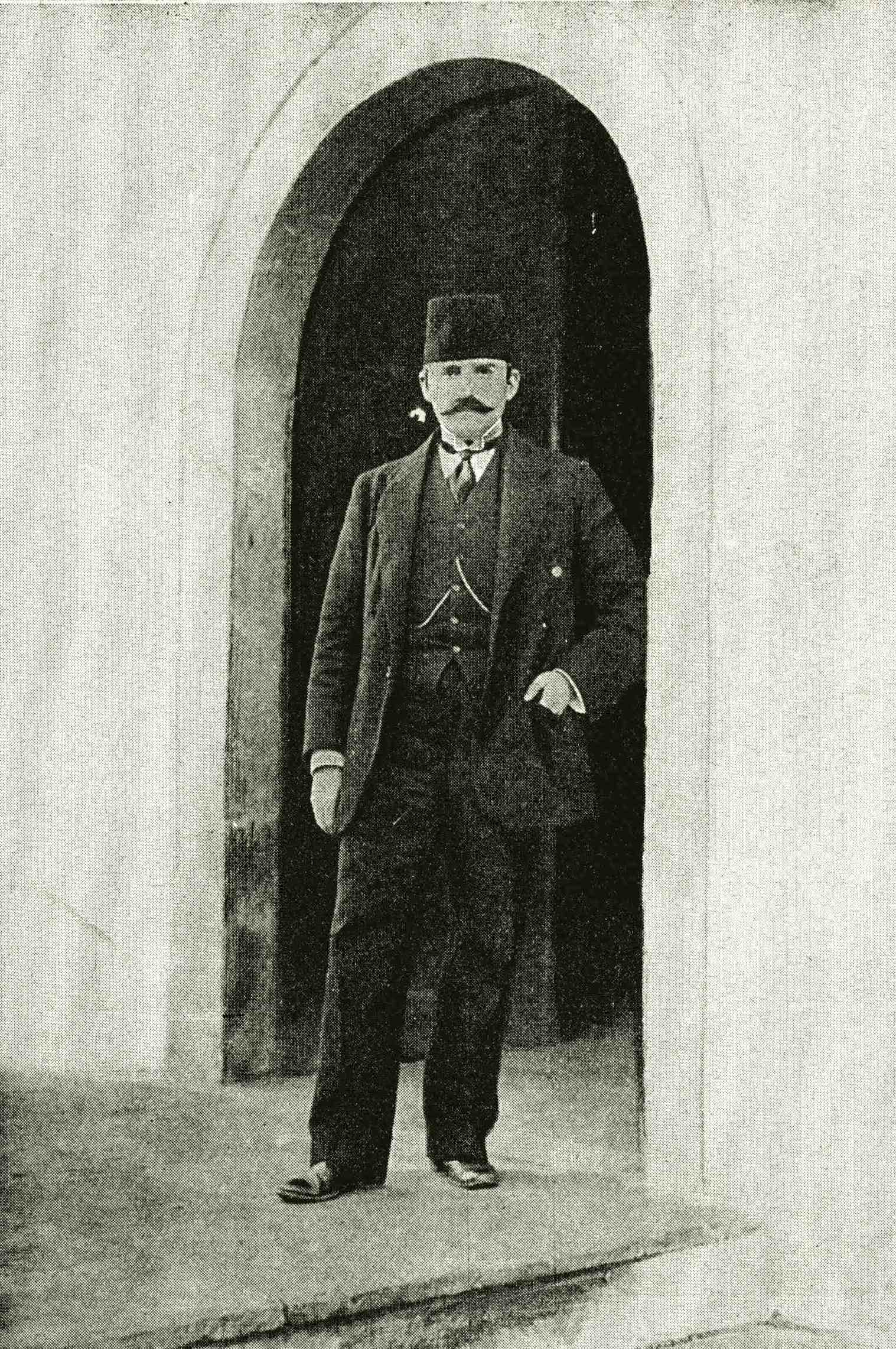
Essad Pashá en 1914.

Essad Pashá, de nacimiento Essad Toptani (en albanés: Esad pashë Toptani, Tirana 1863-París 1920) fue un dirigente político albanés.
Era miembro de una familia muy influyente. En 1908, se unió al movimiento de los Jóvenes Turcos, pero se opuso después a las pretensiones turcas sobre Albania. Aun así, fue jefe de las tropas otomanas en Escútari durante la Primera Guerra Balcánica, hasta que fue obligado a rendirse en Montenegro. Entonces dio apoyo a la nueva Albania independiente.
En 1914, derrocó al príncipe Guillermo de Wied, del cual había sido ministro de la Guerra y del Interior, y se erigió presidente del Gobierno provisional (1914-16). Presidió la delegación albanesa de paz en París (1919), donde intentó frenar las pretensiones italianas sobre Albania, pero fue totalmente soslayado. Murió asesinado en París por su rival Avni Rustem cuando planeaba volver a Albania para ser proclamado rey.